# Lenguas kuki-chin-naga
Las lenguas kuki/chin-naga (también kuki-naga y mizo-kuki-chin) son un grupo de lenguas tibetano-birmanas que de acuerdo a algunos autores podrían formar un grupo filogenético (aunque esto es discutido). En la hipótesis más amplia el grupo englobaría 44 lenguas y se extiende por Birmania y noreste de India.
La mayoría de hablantes de estas lenguas se conocen como kukī en asamés y como chin en birmano; algunos también son llamados naga, aunque los mizo (o lushai) también son étnicamente distintos.

## Clasificación
Las lenguas kuki-chin y naga son lenguas clasificadas dentro del grupo tibetano-birmano de las lenguas sino-tibetanas. Claramente el grupo kuki-chin es un grupo filogenético claro, pero el conjunto de lenguas clasificadas como "grupo naga" no es un grupo filogenético firmemente establecido y tampoco está clara que las "lenguas kuki-chin-naga" constituyan una rama filognética dentro del tibetano-birmano.
Existe acuerdo general en que el karbi está relacionado con austro-asiáticas, aunque resulta muy aberrante dentro de esta familia. Sin embargo, Thurgood (2003) sigue clasificando el karbi dentro del austroasiático. El mru en otro tiempo clasificado como una lengua kuki se clasifica actualmente dentro del austroasiático.

### Bradley (1997)
La clasificación inicial de las lenguas kuki-chin-naga propiamente dichas ha cambiado ligeramente desde que fueran propuestas como grupo hace más de un siglo. En particular la evidencia disponible permite reconocer un grupo kuki-chin y diversos grupos que algunos autores relacionan tentativamente con el kuki-chin. En concreto las lenguas denominadas colectivamente como "naga" no parecen constituir un grupo filognético probado. Bradley excluye un buen número de lenguas del grupo y considera que existe relación entre las siguientes:
- Karbi (Mikir): Karbi, Amri
- Kuki-chin
  - Central: Mizo (Lushai), Zyphe, Bawm (Banjogi), Hmar, Hakha (Lai Pawi), Ngawn, Senthang, Tawr, Zotung, Darlong, Pangkhua
  - Septentrional: Falam (Hallam, incl. Laizo, Zahao), Anal, Hrangkhol, Zo (Zou, Zome), Aimol, Biete (Bete), Paite, Siyin (Sizaang), Tedim (Tiddim), Thado, Chiru, Gangte, Kom, Lamkang, Chothe (Naga) (antes "Old Kuki"), Kharam (Naga), Milhiem, Monsang (Naga), Moyon (Naga), Purum (Naga), Tarao (Naga), Ralte, Ranglong, Sakachep, Simte, Vaiphei, Yos
  - Meridional: Shö (Asho/Khyang, Bualkhaw, Chinbon, and Shendu), Mara (Lakher), Khumi (Khumi proper and Khumi Awa), Daai (Nitu), Mro, Mün, Nga La, Welaung (Rawngtu)

Bradley (1997) incluye al meithei.

### Burling (1983)
La clasificación de Burling es más conservadora y no considera probada la existencia de una rama kuki-chin-naga para él las lenguas comúnmente agrupadas dentrod el kuki-chin-naga pertenecen a diferentes grupos sinotibetanas cuya relación necesita ser esclarecida:
- Grupo Ao: Ao-Chungli, Ao-Mongsen, Yacham-Tengsa, Sangtam (Tukumi), Yimchungrü (Yachumi), Lotha (Lhota).
- Grupo Angami-Pochuri: Angami, Chokri, Kheza, Mao (Sopvoma), Pochuri (Sangtam meridional, Rengma oriental), Ntenyi, Meluri (Anyo), Pochuri, Simi/Sema, Rengma (propiamente dicho).
- Grupo Zeme: Zeme (Empeo, Kachcha), Mzieme, Liangmai (Kwoireng), Nruanghmei (Rongmei, Kabui), Puiron, Khoirao, Maram.
- Grupo Tangkhul: Tangkhul, Maring.
- Grupo Mizo-Kuki-Chin, dividido a su vez en:
  - Chin septentrional: Tiddim Chin, Siyin, Thado, Ralte, Paite, Gangte, Pawi, Chiru, Simte.
  - Chin central: Mizo (Lushai), Lai/Laizo, Hakha Lai, Zahao, Bawm (Banjogi), Mara (Lakher, Maram).
  - Chin meridional: Shö, Daai (Nitu), Khyang.
  - Kuki: Kom, Aimol, Bete, Hallam, Langrong, Anal, Chothe/Chote/Chawte, Hmar.
- Karbi (también llamado Arleng o Mikir)
- Meithei/Meitei (previamente llamado también Manipuri)

### Comparación léxica
Los numerales comparados en lenguas kuki-chin, lenguas naga, metei y karbi:
| GLOSA | PROTO- KUKI-CHIN | PROTO- AO | PROTO- ANG.-POCH. | PROTO- ZEME | PROTO- TANGKHUL | Meithei     | Karbi (Mikir) |
| ----- | ---------------- | --------- | ----------------- | ----------- | --------------- | ----------- | ------------- |
| '1'   | *kʰat            | *(ə-)kʰa- |                   | *kʰət       | *(a-)kʰət       | ə-mə        | isi           |
| '2'   | *hniʔ            | *ə-ni(t)  | *k-ni             | *k-ni       | *kʰ-ni          | ə-ni        | hi-ni         |
| '3'   | *tʰum            | *ə-sam    | *k-san            | *k-tʰum     | *k-tʰum         | ə-húm       | ke-tʰom       |
| '4'   | *b-li            | *b-li     | *b-di             | *mə-dai     | *b-li           | mə-ri       | pʰ-li         |
| '5'   | *b-ŋa *r-ŋa      | *b-ŋa     | *b-ŋa~ *b-ŋo      | *me-ŋai     | *b-ŋa           | mə-ŋa       | pʰo           |
| '6'   | *t-ruk *k-ruk    | *t-ruk    | *ʦ-ro             | *ʦ-ruk      | *tʰ-ruk         | tə-ruk      | tʰ-rok        |
| '7'   | *s-riʔ *s-giʔ    | *t-ni(t)  | *ʦ-ni~ *s-ni      | *ʦ-nai      | *s-ni           | tə-ret      | 6+1           |
| '8'   | *k-riat *t-riat  | *tiza     | *t-ʦa             | *ʦ-ʦat      | *t-ʦət          | ni-pan 10-2 | 10-2          |
| '9'   | *t-kua           | *t-ku     | *t-ku             | *ʦ-kiu      | *t-ko           | mə-pən 10-1 | 10-1          |
| '10'  | *sʰawm           | *tərə     | *t(i)-rə          | *k-reu      | *tʰ-ra          | təra        | kep~ kre-     |
Los guiones representan segmentaciones morfémicas introducas para mostrar más claramente las raíces emparentadas.